# Melangyna sexguttata
Melangyna sexguttata är en tvåvingeart som först beskrevs av Johann Wilhelm Meigen 1838.  Melangyna sexguttata ingår i släktet flickblomflugor, och familjen blomflugor.
Artens utbredningsområde är Tyskland. Inga underarter finns listade i Catalogue of Life.